# Чистая (приток Чанкылькы)
Чистая — река в России, протекает по Красноярскому краю. Устье реки находится в 12 км по левому берегу реки Чанкылькы. Длина реки составляет 18 км.

## Данные водного реестра
По данным государственного водного реестра России относится к Нижнеобскому бассейновому округу, водохозяйственный участок реки — Таз. Речной бассейн реки — Таз.
Код объекта в государственном водном реестре — 15050000112115300068902.